# Litoria modica
Litoria modica (Oruge Treefrog) es una especie de anfibio anuro del género Litoria de la familia Hylidae.

## Distribución geográfica
Es originaria de Nueva Guinea Occidental (Indonesia) y Papúa Nueva Guinea.